# جيور
جيور (بالإنجليزية: Győr)‏ هي مدينة، وبلدة تتمتع بحقوق مقاطعة هنغاريا، تتبع منطقة جيور ، هي عاصمة منطقة جيور ، بلغ عدد سكانها 128567  نسمة، في 1 يناير 2013، تبلغ مساحتها 174.62 كيلومتر مربع، رمزها البريدي هو 9000–9030.

## الموقع
تشترك في الحدود مع:
- ترافنيك
- إيكريني
- راباباتونا
- عبدا، المجر
- فاموسزابادي
- جيورجفالو
- كيسباجكس
- كورونكو
- جيورجبرات
- جوني
- جيورسزيميري
- ناجيسزنتيانوس
- تولتيستافا
- بوني
- فينيك.

## مدن توأم
المدن التوأم:
- كووبيو
- إرفورت
- زيندلفينغن
- إنغولشتات
- كولمار
- بريانسك
- براشوف
- الناصرة العليا
- ووهان
- بوزنان
- مونتفيدو.

## أعلام
- لاسلو كوفاتش
- كريستيان نيميت
- كارولي بالوتاي
- يانوس بالوتاي
- فريدي
- هانس ريختر
- زولتان تشيبور
- إليزابيث من لوكسمبورغ
- زولت كالمار
- إيفا هنغر